# はんだ山車まつり
はんだ山車まつり（はんだだしまつり）とは、愛知県半田市において五年に一度（西暦の下一桁が2、もしくは7の年）、10月第4週の日曜日とその前日の土曜日に行われるイベントである。直近ではコロナ禍のため開催を1年延期して、2023年（令和5年）の10月28日・29日に行われ、約55万人が訪れた。次回は、2027年（令和9年）10月に開催される。

## 概要
半田市内に現存する、10地区31組31輛の知多型の山車と、上半田地区のちんとろ舟2艘を、神事とは関係なく、同市東雲町にある半田市役所近辺の駐車場（最近は同市東洋町の駐車場）、半田運河、平和通りに集めるイベントである。
なお、瑞穂区で本車として扱われている「瑞宝車」、下半田北区の「雅車」、同じく中区の「夏山車」、亀崎コミュニティ夏祭りの「四神車、秋葉車、朝日車、唐子車、牡丹車」、乙川祇園祭りの「天王車」、その他立川美術館、小学校の山車などは出ない。

## 歴史
1979年（昭和54年）5月5日に、半田青年会議所の設立15周年記念行事として第1回が行われた。
その後、青年会議所内に「半田山車祭り保存会」を発足。1987年（昭和62年）10月11日に、半田市制50周年記念事業として｢第2回 はんだ山車まつり」を開催。この際に、以後は5年ごとに開催するよう決定した。

## 過去の開催日程と会場
- 第1回　1979年（昭和54年）5月5日（土曜日）

会場：半田市役所東空き地（現：半田市立半田病院）
観客：8万人
- 第2回　1987年（昭和62年）10月11日（日曜日）

会場：半田市役所北東（市役所職員駐車場）
観客：12万人
- 第3回　1992年（平成4年）10月3日（土曜日）・4日（日曜日）

会場：平和通り（JR半田駅〜市役所職員駐車場）
観客：43万人
- 第4回　1997年（平成9年）10月4日（土曜日）・5日（日曜日）

会場：平和通り（JR半田駅〜市役所職員駐車場）
観客：45万人
- 第5回　2002年（平成14年）10月5日（土曜日）・6日（日曜日）

会場：名鉄知多半田駅東〜JR半田駅〜市役所職員駐車場一帯
観客：47万人
- 第6回　2007年（平成19年）10月6日（土曜日）・7日（日曜日）

会場：名鉄知多半田駅東ロータリー〜JR半田駅〜市立さくら小学校一帯
観客：48万人
- 第7回　2012年（平成24年）10月6日（土曜日）・10月7日（日曜日）

会場：名鉄知多半田駅東ロータリー〜JR半田駅〜市立さくら小学校一帯
観客：53万人
- 第8回　2017年（平成29年）10月7日（土曜日）・10月8日（日曜日）

会場：名鉄知多半田駅東ロータリー〜JR半田駅〜市立さくら小学校一帯
観客：54万人
- 第9回　2023年（令和5年）10月28日（土曜日）・10月29日（日曜日）

会場：名鉄知多半田駅東ロータリー〜JR半田駅〜市立さくら小学校一帯
観客：55万人

## 第1回開催までの経緯
半田青年会議所15周年事業を決定する際に、半田市内の山車を一箇所に集めてはどうか、との意見が出て採択された。第1回目山車まつりの行われる数年前より、青年部の委員が各山車組織を回り、調整を図ったが難航した。半田市内には、犬山祭や高山祭などのように、大きな敷地を有する神社がなく、神事として山車を集めるという大義名分がなく、神事に深く関わる山車を神事以外で曳き出すことに反発があったからである。
イベントの実行を担う青年部が、当初は会場を下半田地区に予定していたことから、ほかの地区から反発が相次いだ。特に、神社の格式が高い亀崎地区では「もし（31台）集めるなら、県社（神前神社）に持って来い」と引かず、また、板山、岩滑新田の両地区は、下半田から遠いことにより参加は見送るとの返答であった。
その折に、一部からどこの地区にも属さない埋立地の11号地にある公園を会場にしてはどうか、との意見が出されたが、ほぼ全ての地区の山車の高さが、11号地の入り口にある唯一の道路をまたぐ鉄道橋よりも高いため却下された。結局は、半田市役所裏の駐車場（現在の半田市民病院の敷地）に会場が決定した。
しかし、市側が提示した各山車組織への運行などにかかる諸経費への寄付金が全組一律であったため、会場から距離がある亀崎地区や成岩地区が反発。「距離を正確に測り、その距離に応じて出すべきである」と意見が出るなど、一時は会合が紛糾したが、会場に近い地区が寄付金の受け取りを拒否し、その分を遠方に回す形で収まった。こうして会場や日程なども決定したが、依然として参加を表明しない地区があった。
結局は予定日の直前になって参加を決定した地区がいくつかあり、中には予定の前日の夜に参加を決定し、夜を徹して山車を組んだ組もあった。イベント当日までに、何とか全組の山車が出場することになったが、トラブルが皆無であったわけではない。特に、亀崎地区と板山地区においては、イベント前に青年会議所との話し合いが何度かなされたが、
①亀崎地区の山車を通すための、一時的な信号機の撤去
②自動車道の高架橋をくぐれない板山地区の山車のトレーラーによる搬送
上記の2点において了承を得ることができず、当日は信号機の一時撤去を強行的に行った。亀崎地区に対しては、即日中に修理を行うよう指示があった。板山地区の山車のトレーラー搬送に関しては、白バイによる巡回があったのみである。
また、隣町の武豊町からは、「富貴市場 天王丸」も友情出演したいとの申し出があったが、見送られた。

## 10地区の春まつり
- 亀崎地区（亀崎潮干祭）
- 乙川地区
- 岩滑地区
- 岩滑新田地区
- 上半田地区
- 下半田地区
- 協和地区
- 成岩地区
- 西成岩地区
- 板山地区